# Abdução (anatomia)

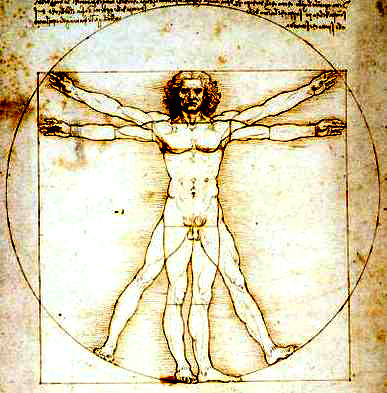
O Homem Vitruviano se encontra com os braços em abdução!

Abdução, em Anatomia, é o termo usado para designar o ato de afastar uma estrutura, geralmente em relação ao plano mediano.

## Introdução
A abdução se enquadra como um termo anatômico de movimento. Em outras palavras, indica movimentação de certa estrutura, fazendo que ela deixe de ocupar a posição de referência, sua posição anatômica. Especificamente, abduzir é afastar uma estrutura em relação a um ponto de referência. Quase sempre, o referencial adotado é o plano mediano, que é o eixo médio do corpo humano. Por exemplo, quando se fala em abdução do braço, fica subentendido que se trata de um afastamento do braço em relação ao plano mediano. Contudo, excepcionalmente, a abdução dos dedos (tanto da mão quanto do pé) significa o distanciamento entre eles próprios.
O contrário da abdução é a adução, que consiste, portanto, em aproximar estruturas em relação ao plano mediano ou outro ponto de referência.

## Etimologia
Em diferentes contextos, o termo abdução faz referência a retirada. Inclusive, o emprego cotidiano da palavra, relacionado à abdução por um OVNI, tem esse sentido de levar para longe, raptar. Na Anatomia, não é diferente: como já visto, abduzir quer dizer afastar uma estrutura, anatomicamente falando.
A origem do termo é latina. Em latim, ab é um prefixo que corresponde a “para fora”, ao passo que ducere equivale a “conduzir, levar, guiar”.

## Exemplos
Os músculos que realizam alguma forma de abdução recebem a denominação genérica de abdutores. Entre eles, podem ser citados os seguintes:
- Músculo abdutor curto do polegar e músculo abdutor longo do polegar, realizam a abdução do polegar;[6][7]
- Músculo deltoide, responsável por aduzir o braço acima de 15º;[8]
- Músculo glúteo médio, atua na abdução da coxa.[9]